# Langues popolocas
Les langues popolocas sont un groupe de langues amérindiennes parlées au Mexique, dans les États d'Oaxaca et de Puebla.

## Classification
Les langues popolocas sont un des sous-groupes qui constituent la branche popolocane de la famille oto-mangue. Le terme de popoloca vient du nahuatl et signifie parler de façon incompréhensible.

## Des langues menacées
Les parlers popolocas, avec 11 000 locuteurs, ne sont plus parlés que par les plus âgés et sont, dans leur ensemble, fortement menacés. 

## Histoire
Les Popolocas vivent dans l'État de Puebla. À l'époque précolombienne, les luttes internes entre tribus ont empêché l'émergence d'un pouvoir politique. La vallée de Tehuacán, habitat traditionnel du peuple, subit l'attaque des Toltèques, ce qui introduisit la langue nahuatl dans la région. À notre époque, les Popolocas sont désormais entourés de populations nahuatlophones. Du XIe au XIIIe siècle, les Popolocas connaissent l'influence des Mixtèques. 

## Classification
Le groupe popoloca est constitué  des diverses variétés, de popoloca, qui se sont différenciées, selon Swadesh (1960), il y a 500 ans. Les parlers popolocas ne sont pas parlés sur un territoire en continu, mais dans trois régions séparés les unes des autres.
- le sous-groupe septentrional s'étend au Nord-Est de la ville de Tehuacán et comprend le popoloca parlé à San Marcos Tlacoyalco et San Luis Temalacayuca.
- le sous-groupe occidental, à l'Ouest de Tehuacán, est constitué des parlers de San Felipe Otlaltepec, Almolonga et San Antonio Huejonapan.
- le sous-groupe méridional, au Sud de Tehuacán, comprend les parlers de San Juan Atzingo et de Los Reyes Metzontla[3].

La présentation de ces trois régions en trois « dialectes » est celle de Pike. Cependant Veerman-Leichsenring rapporte que les habitants de Mezontla comprennent mieux la langue d'Otlaltepec que celle d'Atzingo qui a un système tonal différent.